# Pfarrkirche Laßnitzhöhe

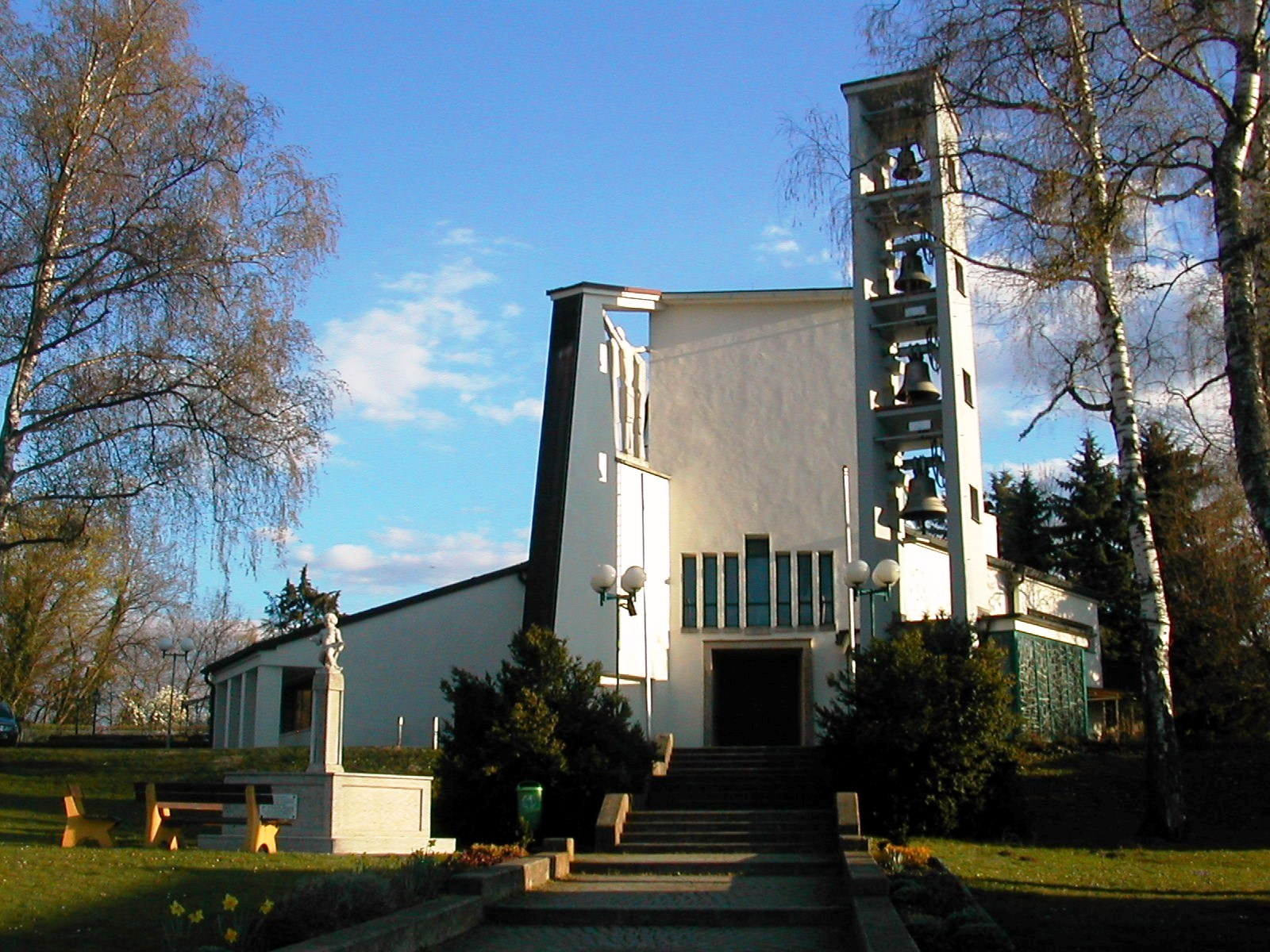
Kirche Christi Geburt (2007)

Die Kirche Christi Geburt bzw. Pfarrkirche Laßnitzhöhe ist eine römisch-katholische Pfarrkirche in der Gemeinde Laßnitzhöhe nahe Graz, Steiermark.

## Geschichte
Auf einem von Eduard Miglitz zur Verfügung gestellten, neben dem Hauptplatz gelegenen Grundstück wurde am 13. August 1961 der Grundstein zu der vom Architekten Robert Kramreiter entworfenen Kirche gelegt. Schon nach relativ kurzer Bauzeit konnte die Kirche von Pfarrer Johannes Kogler am 14. Juli 1963 dem Patrozinium Christi Geburt (Weihnachten, 24. Dezember) geweiht werden. Anfangs eine Filialkirche wurde 1972 eine Pfarrei installiert. Offizieller Name der Kirchengemeinde ist Römisch-Katholische Pfarre Christi Geburt in Laßnitzhöhe. Das Gotteshaus gehört zum Dekanat Graz-Land, betreut wird die Kirchengemeinde von den Steyler Missionaren, Distrikt Graz.

## Baubeschreibung

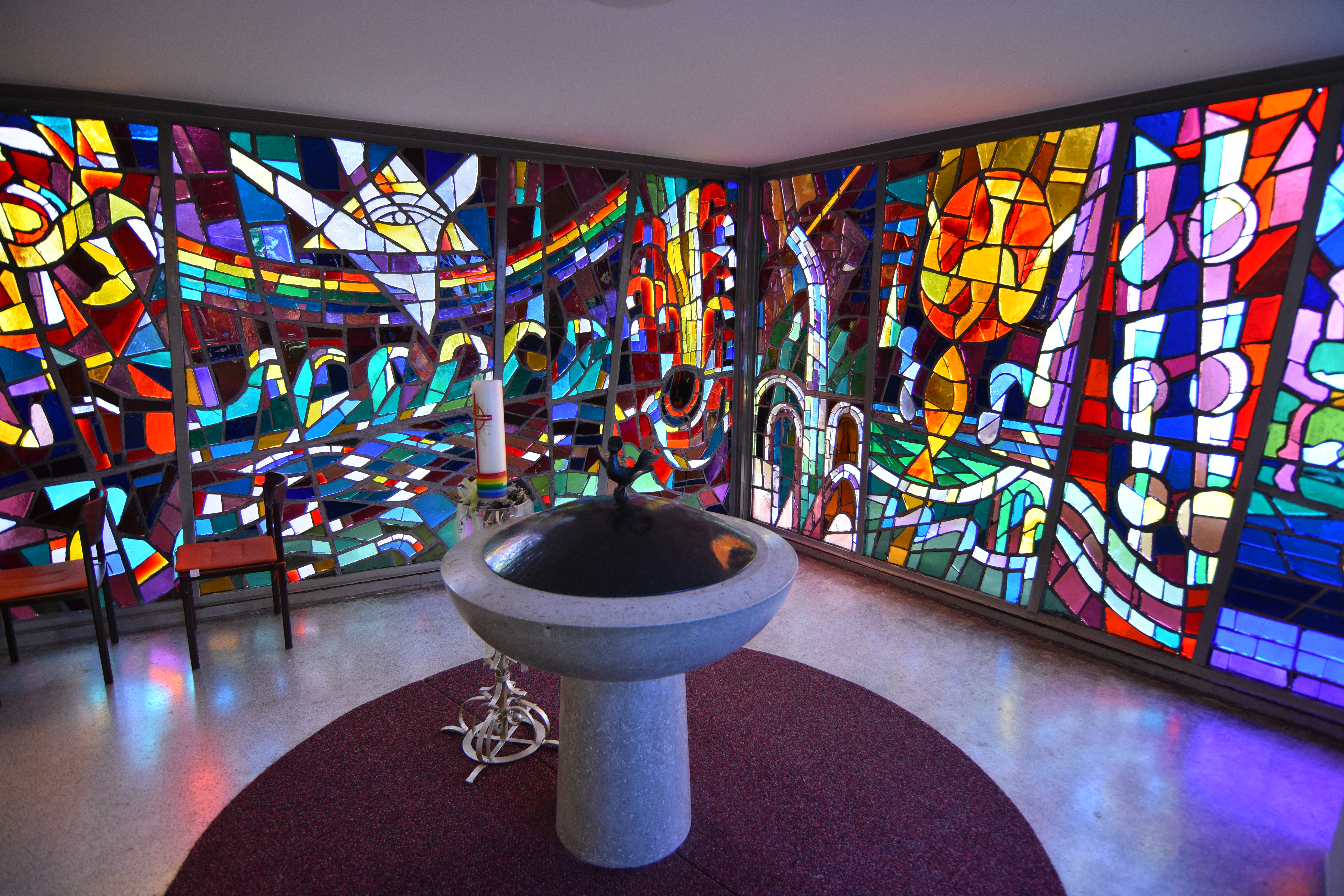
Die Taufkapelle

Zur Ausstattung der Kirche gehören das Christ-König-Kreuz von Othmar Klemencic und die Glasgemälde der Taufkapelle von Rudolf Szyszkowitz. Die Bleiglasfenster wurden von Adolf Osterider und Leopold Birstinger entworfen. Die Kreuzwegbilder von Prof. Schmidsfelden sind eine Leihgabe der Familie Schmid von Schmidsfelden. Die Betonglasfenster entstammen einem Entwurf von Rudolf Szyszkowitz und die Orgel wurde 1971 von der Firma Walcker-Mayer errichtet.
Die Kirche steht unter Denkmalschutz.